# Pterolophia baliana
Pterolophia baliana är en skalbaggsart som beskrevs av Stefan von Breuning 1980. Pterolophia baliana ingår i släktet Pterolophia och familjen långhorningar. Inga underarter finns listade i Catalogue of Life.